# Kostjantyn Rurak
Kostjantyn Mychajlovyč Rurak, noto anche come Kostja Rurak (in ucraino Костянтин Михайлович Рурак?; Čeljabinsk, 9 aprile 1974), è un ex velocista ucraino.

## Biografia
Ha rappresentato l'Ucraina ai Giochi olimpici di Atlanta 1996 e Sydney 2000.
Ai campionati europei di Monaco di Baviera 2002 ha vinto la medaglia d'oro nella staffetta 4×100 metri, correndo con Kostjantyn Vasjukov, Anatolij Dovhal' e Oleksandr Kajdaš.
Ha sposato la velocista olimpica Olena Rurak.

## Palmarès
| Anno | Manifestazione   | Sede          | Evento      | Risultato        | Prestazione | Note |
| ---- | ---------------- | ------------- | ----------- | ---------------- | ----------- | ---- |
| 1993 | Europei juniores | San Sebastián | 100 m piani | Batteria         | 10"71       |      |
| 1993 | Europei juniores | San Sebastián | 4×100 m     | Bronzo           | 40"21       |      |
| 1996 | Giochi olimpici  | Atlanta       | 100 m piani | Quarti di finale | 10"47       |      |
| 1996 | Giochi olimpici  | Atlanta       | 4×100 m     | 4º               | 38"55       |      |
| 1997 | Mondiali indoor  | Parigi        | 60 m piani  | Semifinale       | 6"65        |      |
| 2000 | Europei indoor   | Gand          | 60 m piani  | 6º               | 6"62        |      |
| 2000 | Giochi olimpici  | Sydney        | 100 m piani | Quarti di finale | 10"38       |      |
| 2001 | Mondiali indoor  | Lisbona       | 60 m piani  | Batteria         | 6"83        |      |
| 2001 | Maccabiadi       | Gerusalemme   | 100 m piani | Oro              | 10"45       |      |
| 2002 | Europei          | Monaco        | 100 m piani | Semifinale       | 10"38       |      |
| 2002 | Europei          | Monaco        | 4×100 m     | Oro              | 38"53       |      |
| 2003 | Mondiali         | Saint-Denis   | 100 m piani | Batteria         | 10"46       |      |
| 2003 | Mondiali         | Saint-Denis   | 4×100 m     | Batteria         | dq          |      |

## Altre competizioni internazionali
2000
- in Coppa Europa (1st League) ( Bydgoszcz), 100 m piani - 10"25

2001
- in Coppa Europa (1st League) ( Budapest), 100 m piani - 10"39

2002
- in Coppa Europa (Super League) ( Annecy), 100 m piani - 10"31

2003
- in Coppa Europa (1st League) ( Velenje), 100 m piani - 10"33